# Michael Haga
Michael Haga (* 10. März 1992 in Asker) ist ein norwegischer Eishockeyspieler, der seit 2022 bei den Black Wings Linz in der ICE Hockey League unter Vertrag steht.      

## Karriere
Michael Haga begann seine Karriere als Eishockeyspieler in seiner Heimatstadt in der Nachwuchsabteilung von Frisk Asker, für dessen Profimannschaft er in der Saison 2008/09 sein Debüt in der GET-ligaen, der höchsten norwegischen Spielklasse, gab. In seinem Rookiejahr blieb er in vier Spielen punkt- und straflos. Parallel spielte er von 2008 bis 2010 für die zweite Mannschaft des Vereins in der zweiten norwegischen Spielklasse, der 1. divisjon. Seit 2010 spielt der Flügelspieler für die U20-Junioren des schwedischen Topklubs Luleå HF, für dessen Profimannschaft er seit der Saison 2011/12 parallel in der Elitserien zum Einsatz kommt. 

### International
Für Norwegen nahm Haga im Juniorenbereich an der U18-Junioren-Weltmeisterschaft 2009 sowie der U18-Junioren-B-Weltmeisterschaft 2010 und der U20-Junioren-Weltmeisterschaft 2011 teil.

## Erfolge und Auszeichnungen
- 2010 Aufstieg in die Top-Division bei der U18-Junioren-Weltmeisterschaft der Division I